# Пневмоавтоматика
Пневмоавтома́тика (рос. пневмоавтоматика, англ. pneumatic automation, нім. Pneumoautomatik f, Automatisierung f mittels pneumatischer Bauelemente) — напрям у автоматиці, пов'язаний з використанням стиснутого повітря як робочого середовища.
Під пневмоавтоматикою, також, розуміють комплекс технічних засобів для побудови систем автоматичного керування, у яких інформація представлена тиском чи витратою газу, зазвичай повітря (пневмосигнали) і технічну дисципліну, об'єктом розгляду якої є цей вид технічних засобів автоматизації.
У пневмоавтоматиці використовуються пристрої для збору інформації (датчики с пневматичним виходом, пневматичні кінцеві і шляхові вимикачі та ін.), перетворення і зберігання інформації (пневматичні регулятори, оптимізатори, обчислювальні аналогові пристрої, релейні системи), представлення інформації (показуючі і реєструючі пристрої, індикатори) та її перетворення у керуючий вплив (пневматичні виконавчі пристрої).